# Cantó de Chantela
El cantó de Chantelle és una antiga divisió administrativa francesa del departament de l'Alier, situat al districte de Moulins, té 12 municipis i el cap cantonal és Chantelle. Va desaparèixer el 2015.

## Municipis
- Barberier
- Chantelle
- Chareil-Cintrat
- Charroux
- Chezelle
- Deneuille-lès-Chantelle
- Étroussat
- Fleuriel
- Fourilles
- Monestier
- Saint-Germain-de-Salles
- Target
- Taxat-Senat
- Ussel-d'Allier
- Voussac

## Història
| Data d'elecció                           | Identitat             | Partit                       | Qualitat |
| ---------------------------------------- | --------------------- | ---------------------------- | -------- |
| 1945-1960                                | Jean-Baptiste Gaulmin | radical                      |          |
| 1960-1966                                | Edmond Maupoil        | radical                      |          |
| 1966-1992                                | Edmond Maupoil        | radical, després UDF-radical |          |
| 1992-2004                                | Robert Jouannin       | Divers droite                |          |
| 2004-2015                                | André Bidaud          | UDF, després Divers droite   |          |
| les dades anteriors no són pas conegudes |                       |                              |          |
|                                          |                       |                              |          |

## Demografia
| 1962  | 1968  | 1975  | 1982  | 1990  | 1999  | 2007  |
| ----- | ----- | ----- | ----- | ----- | ----- | ----- |
| 5.857 | 6.374 | 5.560 | 5.087 | 4.910 | 4.870 | 5.218 |